# Speranță de viață

Comparație a speranței de viață la naștere pentru țările lumii. Linia verde corespunde egalității speranței de viață între femei și bărbați. Volumul bulelor sunt proporționale cu populația acestor țări.

Speranța de viață este durata medie a vieții unui individ sau numărul mediu de ani de viață rămași la o anumită vârstă. Speranța de viață depinde foarte mult de criteriile utilizate pentru a selecta grupul. În țările cu mortalitate infantilă ridicată, speranța de viață la naștere este foarte mult influențată de rata mortalității în primii ani de viață. În aceste cazuri, se măsoară de exemplu speranța de viață la vârsta de 5 ani.

## Oameni

### Variații de-a lungul timpului
Oamenii trăiesc în medie 39,5 ani în Swaziland și 81 de ani în Japonia. Cea mai mare durată a vieții confirmată este de 122 de ani (Jeanne Calment).
Trebuie notat că speranța de viață crește abrupt în toate cazurile pentru cei care ating pubertatea. Mai jos se află o listă cu speranțele de viață de-a lungul timpului. Ea include mortalitatea infantilă însă nu include sarcinile pierdute și avortul. Acest tabel neagă anumite păreri că în trecut oamenii aveau o speranță de viață de sute de ani.
| Oameni în funcție de eră       | Speranța de viață la naștere (ani) | Comentariu |
| ------------------------------ | ---------------------------------- | --- |
| Paleoliticul superior          | 33                                 | La 15 ani: 39 |
| Neolitic                       | 20                                 | |
| Epoca bronzului                | 18                                 | |
| Epoca bronzului, Suedia        | 40-60                              | |
| Grecia antică                  | 20-30                              | |
| Roma antică                    | 20-30                              | |
| America de Nord pre-Columbiană | 25-35                              | |
| Califatul islamic medieval     | 35+                                | Duratele de viață medii a claselor de elită erau de 59–84,3 ani în Orientul Mijlociu și 69–75 în Spania Islamică. |
| Anglia medievală               | 20-30                              | |
| Începutul secolui al XX-lea    | 30-40                              | |
| Media curentă în lume          | 70 (2008 est.)                     | |

În timpul revoluției industriale, speranța de viață a copiilor a crescut spectaculos.
Se crede că măsurile de sănătate publică au contribuit la o mare parte a recentei creșteri a speranței de viață.

### Variații în lume în prezent
| peste 80 77.5-80 75-77.5 72.5-75 70-72.5 67.5-70 65-67.5 | 60-65 55-60 50-55 45-50 40-45 sub 40 necunoscută |

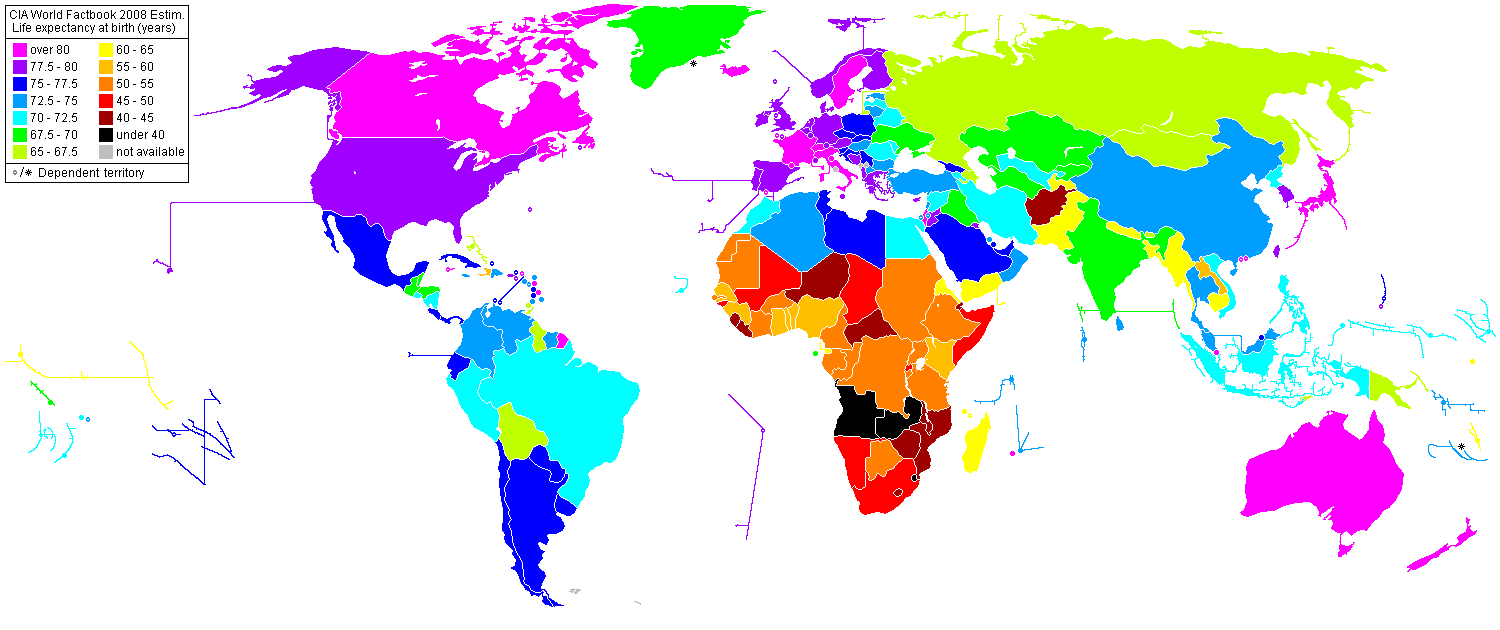
Estimări pentru speranța de viață la naștere, conform CIA World Factbook 2008.

În anul 2007, cea mai mare speranță de viață era în Japonia - 82,3 ani, iar cea mai mică în Zambia - 40,5 ani.  În Sierra Leone, 2 din 5 copii nu atingeau vârsta de 40 de ani, din cauza SIDA.

### Diferențe între sexe
Femeile tind să aibă o rată a mortalității mai mică la toate vârstele. Aproximativ 90% dintre persoanele care au 110 ani sunt femei, iar procentul crește și mai mult la vârste mai înaintate. Diferența medie între sexe este de aproximativ 5 ani pe plan mondial. În Rusia, Ucraina și Bielorusia bărbații trăiesc cu 10 ani mai puțin, în medie, din cauza consumului de alcool și a violenței.

### Speranța de viață în România
În România, speranța de viață la naștere în 1900 era de doar 36,4 ani.
Secolul al XX-lea a fost martorul unui progres imens, în 1974-1975 aceasta ajungând la 69,3 ani. În anul 2011, speranța medie de viață era de 73,98 de ani (70,5 ani în cazul bărbaților și 77,6 ani în cel al femeilor). România se află pe locul 109 în clasamentul mondial al speranței de viață, pe primul loc aflându-se Monaco, cu 89,7 ani.
În România speranța de viață pentru bărbați a progresat de la 67,4 ani în 2001 la 69,2 ani în anul 2006. Pentru femei speranța de viață a progresat, în același interval, de la 75,6 ani la 76,1 ani.
În 2010 speranța medie de viață este de 70 de ani la bărbați și 77,1 ani la femei, până în 2030 putând urca cu 5,9 ani la bărbați și 4,4 ani la femei.
Speranța de viața a bărbaților este estimată să crească la 81,8 ani în 2060, iar a femeilor - la 86,7 ani.

## Longevitate
În Statele Unite, unul din 10.000 de indivizi atinge vârsta de 100 de ani, estimându-se, în 2008, un număr de aproximativ 60.000 de centenari. Dintre aceștia, 70 au peste 110 ani.